# Pasquale Villari
Pour les articles homonymes, voir Villari.
Pasquale Villari (né le 3 octobre 1827 à Naples et mort le 7 décembre 1917 à Florence) est un historien et homme politique italien. Le roi Humbert Ier le nomme sénateur du Royaume.

## Biographie
En 1848, il participe au mouvement hostile aux Bourbons, à Naples, et doit s'exiler à Florence. Il devient par la suite professeur d'histoire à l'Université de Pise, puis d'histoire moderne à l'Institut supérieur de Florence. Il écrit plusieurs ouvrages, notamment sur Savonarole et Machiavel.
Il est surtout connu aujourd'hui pour ses études sur la question méridionale, figurant dans son ouvrage Lettere meridionali (Lettres méridionales, publié en 1878). Son épouse, Linda White Mazini Villari, a traduit en anglais une grande partie de son œuvre. Pasquale Villari contribue à la revue Archivio per l'Alto Adige, fondée par Ettore Tolomei.
Il mène parallèlement une carrière politique : il est député au Parlement de 1870 à 1876 et de 1880 à 1882, sénateur du Royaume à partir du 26 novembre 1884. En 1891, il est également ministre de l'Instruction publique dans le gouvernement d'Antonio di Rudinì.
Franc-maçon, il est initié en 1862 dans la loge « La Concordia » de Florence.

## Publications
- Jérôme Savonarole et son temps d'après de nouveaux documents (trad. Gustave Gruyer), t. 1, Paris, Librairie de Firmin Didot frères, fils et Cie, 1874 (lire en ligne), t. 2
- (it) Niccolò Machiavelli e i suoi tempi, vol. 1, Florence, Successori Le Monnier, 1877 (lire en ligne), 1882, vol. 3
- (it) Scritti vari, Bologne, Nicola Zanichelli, 1894 (lire en ligne)